# Alex Bellemare
Alex Bellemare (ur. 12 marca 1993 w Québecu) – kanadyjski narciarz dowolny, specjalizujący się w konkurencji slopestyle. W 2017 roku wystartował na mistrzostwach świata w Sierra Nevada, gdzie zajął siódme miejsce. W Pucharze Świata zadebiutował 4 marca 2012 roku w Mammoth Mountain, gdzie był drugi w slopestyle'u. W zawodach tych rozdzielił na podium dwóch reprezentantów USA: Thomasa Wallischa i Jossa Christensena. Najlepsze wyniki osiągnął w sezonie 2015/2016, kiedy to zajął 45. miejsce w klasyfikacji generalnej. Ponadto w sezonie 2011/2012 był czwarty w klasyfikacji slopestyle'u. Nie startował na igrzyskach olimpijskich

## Osiągnięcia

### Mistrzostwa świata
| Miejsce | Dzień    | Rok  | Miejscowość   | Konkurencja | Zwycięzca      |
| ------- | -------- | ---- | ------------- | ----------- | -------------- |
| 7.      | 19 marca | 2017 | Sierra Nevada | Slopestyle  | McRae Williams |

### Puchar Świata

#### Miejsca w klasyfikacji generalnej
- sezon 2011/2012: 59.
- sezon 2012/2013: 180.
- sezon 2014/2015: 110.
- sezon 2015/2016: 45.
- sezon 2016/2017: 59.

#### Miejsca na podium w zawodach
1. Mammoth Mountain – 4 marca 2012 (slopestyle) – 2. miejsce
2. Pjongczang – 20 lutego 2016 (slopestyle) – 1. miejsce
3. Font-Romeu – 14 stycznia 2017 (slopestyle) – 3. miejsce
4. Silvaplana – 3 marca 2017 (slopestyle) – 1. miejsce